# Melleville
Melleville – miejscowość i gmina we Francji, w regionie Normandia, w departamencie Sekwana Nadmorska.
Według danych na rok 1990 gminę zamieszkiwało 281 osób, a gęstość zaludnienia wynosiła 31 osób/km² (wśród 1421 gmin Górnej Normandii Melleville plasuje się na 630. miejscu pod względem liczby ludności, natomiast pod względem powierzchni na miejscu 402.).